# Bert Schenk
Pour les articles homonymes, voir Schenk.
Bert Schenk est un boxeur allemand né le 14 novembre 1970 à Berlin.

## Carrière
Médaillé de bronze aux championnats d'Europe de Bursa en 1993 dans la catégorie super-welters, il passe professionnel en 1996 et remporte le titre vacant de champion du monde des poids moyens WBO le 30 janvier 1999 en stoppant au 4e round Freeman Barr. Schenk conserve sa ceinture face à Juan Ramon Medina le 22 mai 1999 puis est destitué pour ne pas l'avoir remise en jeu dans le délai imparti. Il perd l'année suivante contre Armand Krajnc, nouveau champion WBO, poursuit sa carrière en battant des faire-valoirs jusqu'au 5 mars 2005 où il est mis KO au 2e round par son compatriote Felix Sturm. Il met alors un terme à sa carrière sur un bilan de 36 victoires et 2 défaites.

## Référence
1. ↑  (en) Bert Schenk vs. Freeman Barr (boxrec.com)